# Goguette des Joyeux Amis
Ne doit pas être confondu avec Goguette des Joyeux.
La Goguette des Joyeux Amis est fondée à Asnières-sur-Seine en 1876 et reformée en 1878 boulevard Sébastopol à Paris.

## Historique
C'est à l'origine une société nautique qui se transforme ensuite en société lyrique.
La revue La Chanson qui se fait l'écho de ses activités la montre très active.
La date de sa disparition n'est pas connue.
Auguste Leroy écrit :
Avant d'être ce qu'ils sont aujourd'hui, c'est-à-dire des disciples convaincus de la mère chanson, Les Joyeux Amis cultivaient avec ardeur l'art nautique : ils étaient bien une quinzaine, lorsque, à force de ramer, la bande joyeuse échoua un jour à Asnières. Il n'y a rien comme quelques coups d'avirons pour mettre en appétit les estomacs de vingt ans. Aussi quelle joie après un tel exercice d'arriver sain et sauf dans un port où l'on trouve des hôtesses aux yeux bleus, doublées de bouteilles aux flancs arrondis ! Le choc du verre fait jaillir la chanson ; de la chanson l'amitié naît aussi. Pour avoir le plaisir de se revoir plus souvent on fonda une société séance tenante et on l'appela les Joyeux Amis. Donc, en juillet 1876, Asnières fut témoin de l'élection du premier président. M. Numa Bassaget, plein de zèle et de dévouement, obtint d'unanimes suffrages. Passèrent d'emblée vice-président et trésorier MM. Zanzibar et Lafleur. Le bureau constitué, on se réunit pour la première fois en août 1876, café du Caire, place du même nom. C'est là que l'inauguration eut lieu ; elle fut splendide !... Cependant, il arriva ce qui arrive presque toujours : quelques désaccords surgirent. Le président, le comité, et les sociétaires ne s'entendaient plus. M. Bassaget passionnément amoureux de la rame (ce qui entre parenthèses est une passion d'un platonique indiscutable), le président, dis-je, voulait conserver à la société un caractère nautique et lyrique tout à la fois. Les sociétaires, moins amoureux des avirons que des chansons, déclarèrent ne jamais vouloir céder sur ce point. M. Bassaget donne sa démission et la société d'un commun accord s'ajourne (vu les grandes chaleurs) à l'hiver prochain. C'est en février 1878, que les Joyeux Amis se reforment sous de nouvelles bases dans la salle du café des Négociants, 99, boulevard Sébastopol, local qu'ils occupent actuellement. M. Pierre, élu président, s'efforce de donner à la société le côté artistique que nous lui connaissons.
M. Adam lui succède et signale sa prise de possession par un coup d'éclat. Il organise un concert à la salle Pierre Petit. Malheureusement les formalités de la censure n'ayant pas été remplies, il fallut l'ajourner au dimanche suivant, ce qui le fit échouer complètement. M. Adam désolé et surtout dépité donne sa démission le lendemain (juillet 1878). La société passe dans les mains de M. Largeot avec M. Lucianni comme vice-président, M. Beroux secrétaire et M. Bury trésorier.
Possédant une direction intelligente et de nombreux éléments artistiques, Les Joyeux Amis ne pouvaient que prospérer. Ils prospèrent ! L'art chorégraphique complètement négligé pour l'art lyrique n'a pas peu contribué aux résultats obtenus ; nous devons rendre cette justice à M. Largeot. Sous ce rapport il s'attire toutes nos sympathies; par contre les jeunes filles le voient d'un très-mauvais œil. C est une lutte engagée entre le beau sexe et lui, en sortira-t-il vainqueur ?...
Notons encore à l'actif de M. Largeot l'initiative du concert donné au XIXe siècle au profit de la statue de Béranger et dont notre rédacteur en chef a fait le compte rendu ; témoignons-lui de nouveau toute notre reconnaissance et donnons en terminant la nomenclature abrégée des artistes contribuant au succès toujours croissant de cette société. Mlles Angèle, Louise, Léontine, Caroline, Jenny, Suzon, Barouzy, Émilie Préaux, la plus jeune (10 ans je crois), pas la moins aimée. MM. Lafleur, Marcus, Lelarge, Lucianni, Gustave Marie, Laglume, Guilloton, Andral, Gardin, Larith, Perron, Lagaffe, Munier, Brémont, Bury, etc., etc. Cet ensemble attrayant de chanteurs, diseurs et artistes dont les noms d'un grand nombre nous échappent, attire un public choisi qui prouve par ses applaudissements chaleureux et mérités combien on s'amuse au sein des Joyeux Amis.

## Source
- La Chanson, numéro 23, page 37, 1er juillet 1879.